# (73036) 2002 EP86
(73036) 2002 EP86 – planetoida z pasa głównego asteroid okrążająca Słońce w ciągu 3,75 lat w średniej odległości 2,41 j.a. Odkryta 9 marca 2002 roku.